# Allison Reese
Allison Reese (nacida el 2 de abril de 1992) es una comediante estadounidense mejor conocida por sus imitaciones de Kamala Harris. Ha actuado con varias compañías en Chicago y Los Ángeles, comenzando sus imitaciones de Harris en 2019. Estas imitaciones se hicieron populares en las redes sociales, especialmente luego del inicio de la campaña presidencial de Harris para 2024.

## Primeros años y vida personal
Nació el 2 de abril de 1992, como la tercera de cinco hijos, y creció en Mesa (Arizona). Es lesbiana y tiene una esposa llamada Allie, y se describe a sí misma como «una mujer mitad negra». Se mudó a Los Ángeles para seguir su carrera en el entretenimiento. Poco después, a los 22 años, salió del armario como lesbiana a través de un mensaje de texto grupal a sus padres, quienes apoyaron su sexualidad. Atribuyó la facilidad de compartir su sexualidad con ellos a su hermana mayor, quien previamente había salido del armario como lesbiana.

## Carrera como comediante

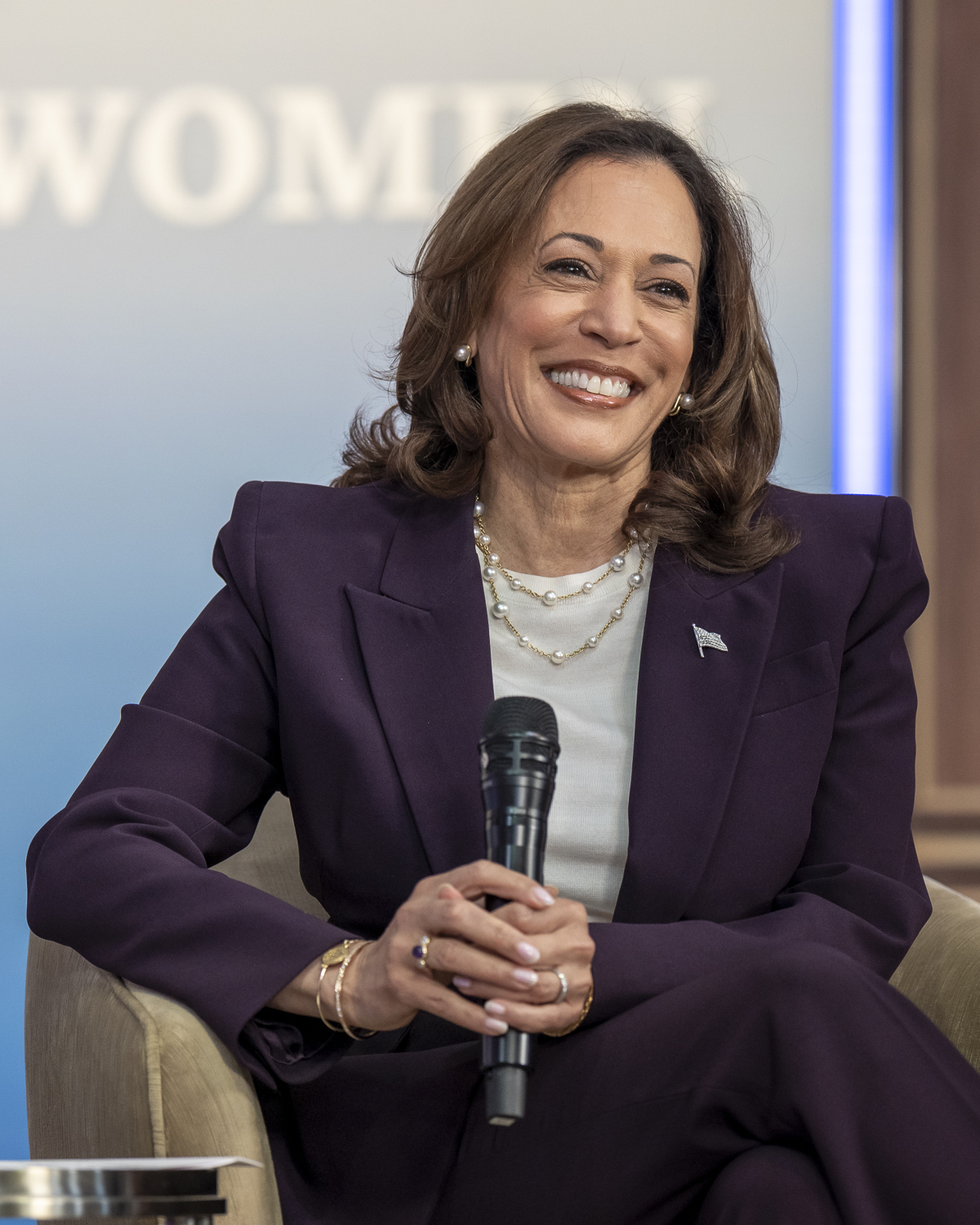
Kamala Harris, de quien Reese es conocida por sus imitaciones, en junio de 2024.

Realizó comedia en Chicago con The Second City, Annoyance Theatre y iO Chicago, así como en Los Ángeles con iO West y Upright Citizens Brigade. Fue seleccionada para participar en el evento Showcase 2022 de ViacomCBS, una hora de comedia de sketches filmada en Los Ángeles y estrenada en febrero. En septiembre de 2022, también apareció con un breve cameo en la película de comedia romántica Bros. Comenzó a imitar a Kamala Harris en el verano de 2019 al audicionar para un papel como Harris en un evento de Saturday Night Live (SNL). Durante este tiempo, Harris se desempeñó como senadora de los Estados Unidos por California y estaba haciendo campaña para la presidencia. Reese no recibió el papel para el programa, que fue interpretado en su lugar por Maya Rudolph.
En 2021, comenzó a compartir videos de sus imitaciones de Harris en las redes sociales, concretamente TikTok. Ese año, Harris se convirtió en la 49.º vicepresidente de los Estados Unidos bajo la presidencia de Joe Biden. Los videos de Reese la han incluido como Harris respondiendo a las acusaciones contra Donald Trump y la pregunta retórica de Harris, «You think you just fell out of a coconut tree?». Algunos de sus videos han recibido millones de visitas. El 21 de julio de 2024, Biden se retiró de las elecciones presidenciales de 2024, lo que dio lugar a la segunda campaña presidencial de Harris y a un aumento de la popularidad de Reese. En una entrevista con Erin Burnett OutFront, Reese dijo en respuesta a estos eventos: «Es hora de empezar. Hagámoslo. Hagamos contenido».
Al describir su imitación de Harris, ha enfatizado la necesidad de adaptarse a sus gestos individuales, cadencia, dicción, risa y tono, a saber, la voz ligeramente nasal de Harris con una laringalización. Ha dicho que la risa de Harris fue la parte más difícil de dominar de la imitación. La gente ha dado respuestas mixtas a las imitaciones de Harris hechas por Reese, desde comentarios de que ella es «mejor Kamala que Kamala» hasta argumentos de que la imitación de Reese disminuye la inteligencia de Harris. También presenta un pódcast llamado The N'Kay Hour, en el que imita a Harris presentando un programa de comedia.